# Luciano Gomide
Luciano Gomide (ur. 31 października 1975 roku w Rio de Janeiro) – brazylijski kierowca wyścigowy.

## Kariera
Gomide rozpoczął karierę w wyścigach samochodowych w 1996 roku od gościnnych startów w Brazylijskiej Formule Ford, gdzie raz zwyciężał. W kolejnych dwóch latach startów przeniósł się do Stanów Zjednoczonych, gdzie startował w Amerykańskiej Formule 3. W pierwszym sezonie startów każdy z siedmiu wyścigów, w których wystartował, wygrywał. Rok później wystartował w ośmiu wyścigach i również siedmiokrotnie zwyciężał. Zdobył wówczas tytuł mistrzowski.
W World Series by Nissan Brazylijczyk wystartował w dwunastu wyścigach sezonu 2002 z ekipą Witmeur KTR. Uzbierane 16 punktów dało mu siedemnaste miejsce w końcowej klasyfikacji kierowców.